# Beato de Fanlo
El Beato de Fanlo fue un manuscrito iluminado que contenía el comentario al Apocalipsis de Beato de Liébana. Sólo se conservan siete folios copiados con gran cuidado en el XVII. Había estado actualmente desaparecido monasterio de San Andrés de Fanlo (Sabiñánigo, Huesca), de donde toma el nombre. Los folios se conservan en Nueva York, en la Pierpont Morgan Library, con la signatura Ms. 1079, folios 6-12.

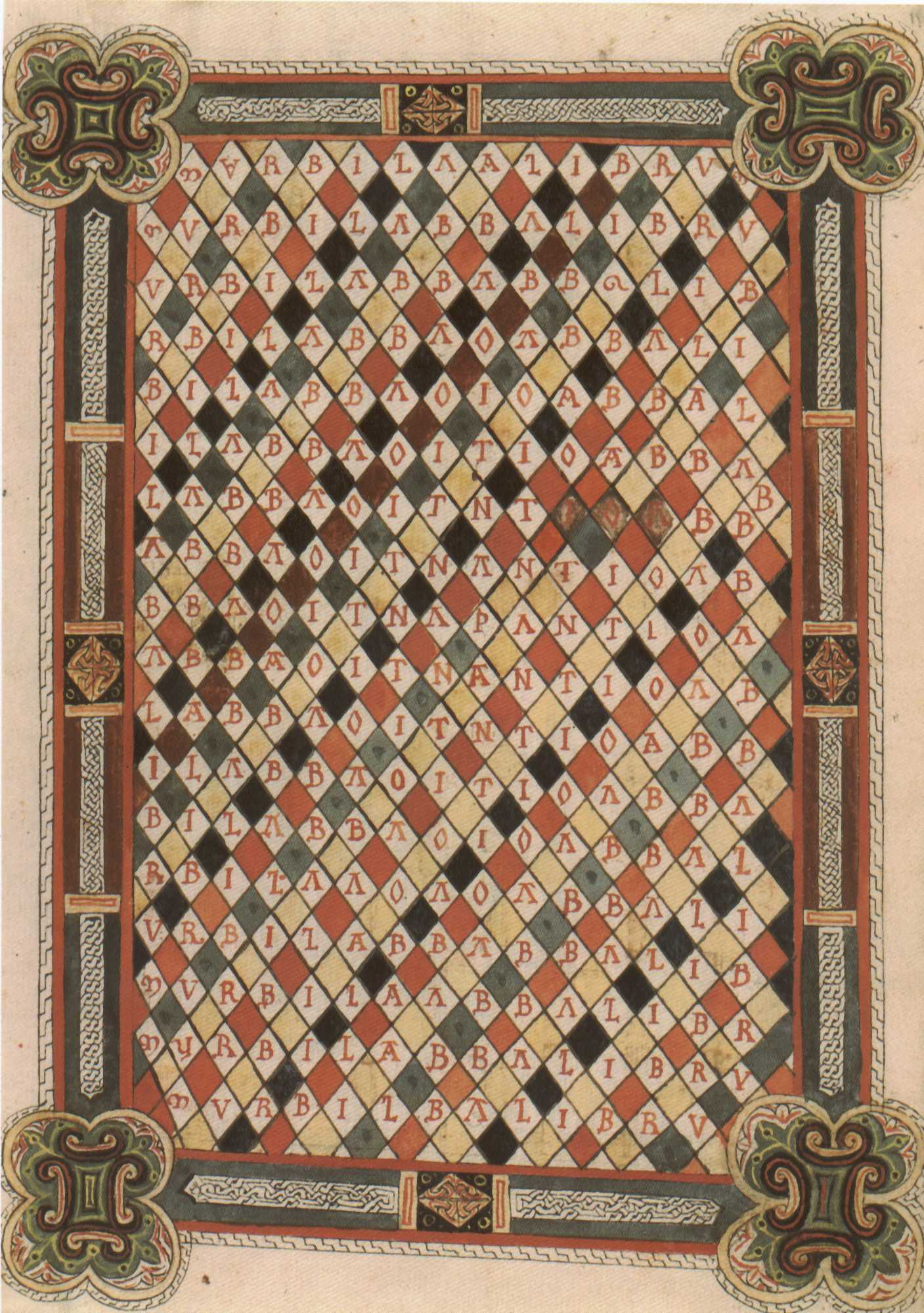
Fol. 11r; acróstico.

## Contexto histórico
Las hojas del Beato de Fanlo fueron adquiridas por la Pierpont Morgan Library en 1988 dentro de un manuscrito misceláneo que contenía documentos genealógicos, cartas y otros textos, compilado por el historiador aragonés Juan Francisco Andrés de Uztárroz. En Nueva York se identificaron los siete folios como copia de un beato perdido. Galtier llegó a la conclusión de que se trata de un beato copiado en San Millán de la Cogolla para el abad Banzo, del monasterio de San Andrés de Fanlo, por mediación del rey Ramiro I. Por tanto, se debe datar en los años 1040-60. Se le afilia con la familia del Beato de El Escorial. En el acróstico conservado figura que fue elaborado por un monje llamado Sanz (Sancius).
El beato pasó a Montearagón en el XII y permaneció allí hasta el XVII. En este contexto, Vicencio Juan de Lastanosa hizo una copia de algunos folios con acuarela en 1635; estos folios copiados son lo único que se conserva de este beato.

## Descripción
En los siete folios conservados se han copiado dos tablas del Anticristo, un Cordero de Dios y varios acrósticos.